# Георгий (сын Константина I)
Георгий (груз. გიორგი) — грузинский царевич (батонишвили) из династии Багратионов, соправитель на престоле единого Грузинского царства с 1408 по 1412 год.

## Биография
Средний сын царя единого Грузинского царства, Константина I (1407—1412), и его жены, Натии Хурцидзе. Он был соправителем на престоле Грузинского царства вместе со своими двумя старшими братьями, царевичами Александром (1386—1446) и Багратом, с 1408 по 1412 год.

## Семья
В 1434 году он женился на Гульшар из Имеретии, дочери Димитрия Багратиони (потомство Давида-Нарина, Сельджукида по отцу, род которых пресекся в 1455 году), князя небольшого удела в Имеретии, и имел сына, основателя второй династии Багратионов из Имеретии — Баграта (II) VI, занимавшего престол Имеретинского царства, после распада Грузинского царства, инициатором чего и был сам Баграт.

## Смерть
Скончался между 1435 и 1446 годами. Его вдова вторично вышла замуж, на сей раз за князя Деметре, племянника Георгия, от брака его брата Александра, ставшего следующим царем Грузии.